# Cantón de Penne-d'Agenais
El cantón de Penne-d'Agenais era una división administrativa francesa, que estaba situada en el departamento de Lot y Garona y la región de Aquitania.

## Composición
El cantón estaba formado por diez comunas:
- Auradou
- Dausse
- Frespech
- Hautefage-la-Tour
- Massels
- Massoulès
- Penne-d'Agenais
- Saint-Sylvestre-sur-Lot
- Trémons
- Trentels

## Supresión del cantón de Penne-d'Agenais
En aplicación del Decreto n.º 2014-257 de 26 de febrero de 2014, el cantón de Penne-d'Agenais fue suprimido el 22 de marzo de 2015 y sus 10 comunas pasaron a formar parte; ocho del nuevo cantón del País de Serres, una del nuevo cantón de Le Fumélois y una del nuevo cantón de Villeneuve-sur-Lot-2.